# Itaguara (tiểu vùng)
Itaguara là một tiểu vùng thuộc bang Minas Gerais, Brasil. Tiều vùng này có diện tích 2421 km², dân số năm 2007 là 58038 người.